# تانکر کلاس دال
تانکر کلاس دال (به انگلیسی: Dale-class tanker) یک کلاس از کشتی است که طول آن ۷۹۹ فوت (۲۴۴ متر) می‌باشد.